# Bezannes
Bezannes település Franciaországban, Marne megyében. Lakosainak száma 4456 fő (2022. január 1.). Bezannes Tinqueux, Écueil, Les Mesneux, Reims, Sacy és Villers-aux-Nœuds községekkel határos.

## Népesség
A település népességének változása:
| Lakosok száma | 563  | 669  | 1031 | 1260 | 1494 | 1522 | 2121 | 2978 | 3513 | 4456 |
|               | 1968 | 1982 | 1990 | 2006 | 2013 | 2015 | 2017 | 2019 | 2020 | 2022 |